# Distretto di Obolon
Il distretto di Obolon (in ucraino Оболонський район?, Obopons'kyj rajon) è uno dei 10 distretti amministrativi in cui è suddivisa la città di Kiev.
Il distretto di Obolon è servito dalla metro Blu (stazioni Obolon, Minska, Eroi del Dnipro).